# 冬の花
『冬の花』（ふゆのはな）は、宮本浩次の1枚目の配信限定シングル。2019年2月12日にユニバーサル シグマよりリリースされた。

## 概要
児童合唱団の時にリリースされた「はじめての僕デス」（1976年）及び「あ・い・う・え・お・ん・ど」（1977年）を除けばエレファントカシマシとしてデビューして初となるソロシングル。プロデュースはエレファントカシマシのアルバム「ライフ」以来のタッグとなる小林武史。
表題曲の「冬の花」は関西テレビ制作・フジテレビ系テレビドラマ「後妻業」の主題歌。ドラマの制作陣とのやり取りを経て制作された。宮本はこの曲を「歌謡曲」と述べている。

## チャート成績
2019年2月25日付のオリコン週間デジタルシングル（単曲）ランキングでは2位にランクインした。2019年年間では6万4千ダウンロードを売り上げ、79位にランクイン。

## ミュージック・ビデオ
2019年2月12日に公開。監督は児玉裕一。宮本がダットサン240Zで走行する場面の撮影は、茨城県神栖市の日川浜海岸で行われた。

## 収録曲
1. 冬の花 [4:00]
（作詞・作曲：宮本浩次／編曲：小林武史・宮本浩次／プロデュース：小林武史）

### クレジット
- ピアノ&キーボード：小林武史
- ギター：名越由貴夫
- ベース：TOKIE
- ドラム：屋敷豪太
- ストリング：四家卯大ストリングス
- ヴァイオリン：下川美帆、鈴木順子、今井博子、田島朗子、南條由起、原田百恵実
- ヴィオラ：渡部安見子、島岡万理子
- チェロ：四家卯大
- ストリングスアレンジ：小林武史 & 四家卯大
- Recording & Mixed：吉田誠
- Programing & Recorded：安達練
- Recorded & Mixed：OORONG TOKYO STUDIO
- mastering engineer：Ted Jensen （Stering Sound New York）

## 歌唱
- NHKホール「The Covers' Fes 2019」（2019年12月5日）[8]
- NHK総合「SONGS」（2020年2月22日）[9]